# Hollow (Dons-dal)
A Hollow (magyarul: Üres) a lett Dons dala, mellyel Lettországot képviselte a 2024-es Eurovíziós Dalfesztiválon Malmőben. A dal 2024. február 10-én, a lett nemzeti döntőben, a Supernovában megszerzett győzelemmel érdemelte ki a dalversenyen való indulás jogát.

## Eurovíziós Dalfesztivál
2024. január 9-én vált hivatalossá, hogy az énekes dala is bekerült a Supernova nemzeti döntő mezőnyébe. A dal február 10-én megnyerte a dalválasztó műsort, ahol a szakmai zsűri, valamint a nézői szavazatok együttese alakította ki a végeredményt. A zsűrinél és a közönség listáján is az első helyet érte el, ezzel megnyerte a versenyt, így ez a dal képviselhette Lettországot az Eurovíziós Dalfesztiválon.
A dalt először a május 9-én rendezendő második elődöntőben fellépési sorrendben kilencedikként adták elő, az Örményország képviselő Ladaniva Jako című dala után és a Spanyolország képviselő Nebulossa Zorra című dala előtt. Az elődöntőből hetedik helyezettként továbbjutott a május 11-i döntőbe, ahol fellépési sorrendben tizenegyedikként lépett fel, az Írországot képviselő Bambie Thug Doomsday Blue című dala után és a Görögországot képviselő Marina Satti Zari című dala előtt. A zsűri szavazáson a tizenötödik helyen végzett 36 ponttal, míg a nézői szavazáson a tizenhatodik helyen végzett 28 ponttal, így összesítésben 64 ponttal a verseny tizenhatodik helyezettje lett. 2016 után ez volt az első alkalom, hogy a Lettországot képviselő dal bejutott a dalfesztivál döntőjébe.
A következő lett induló a Tautumeitas Bur man laimi című dala volt a 2025-ös Eurovíziós Dalfesztiválon.

## Galéria

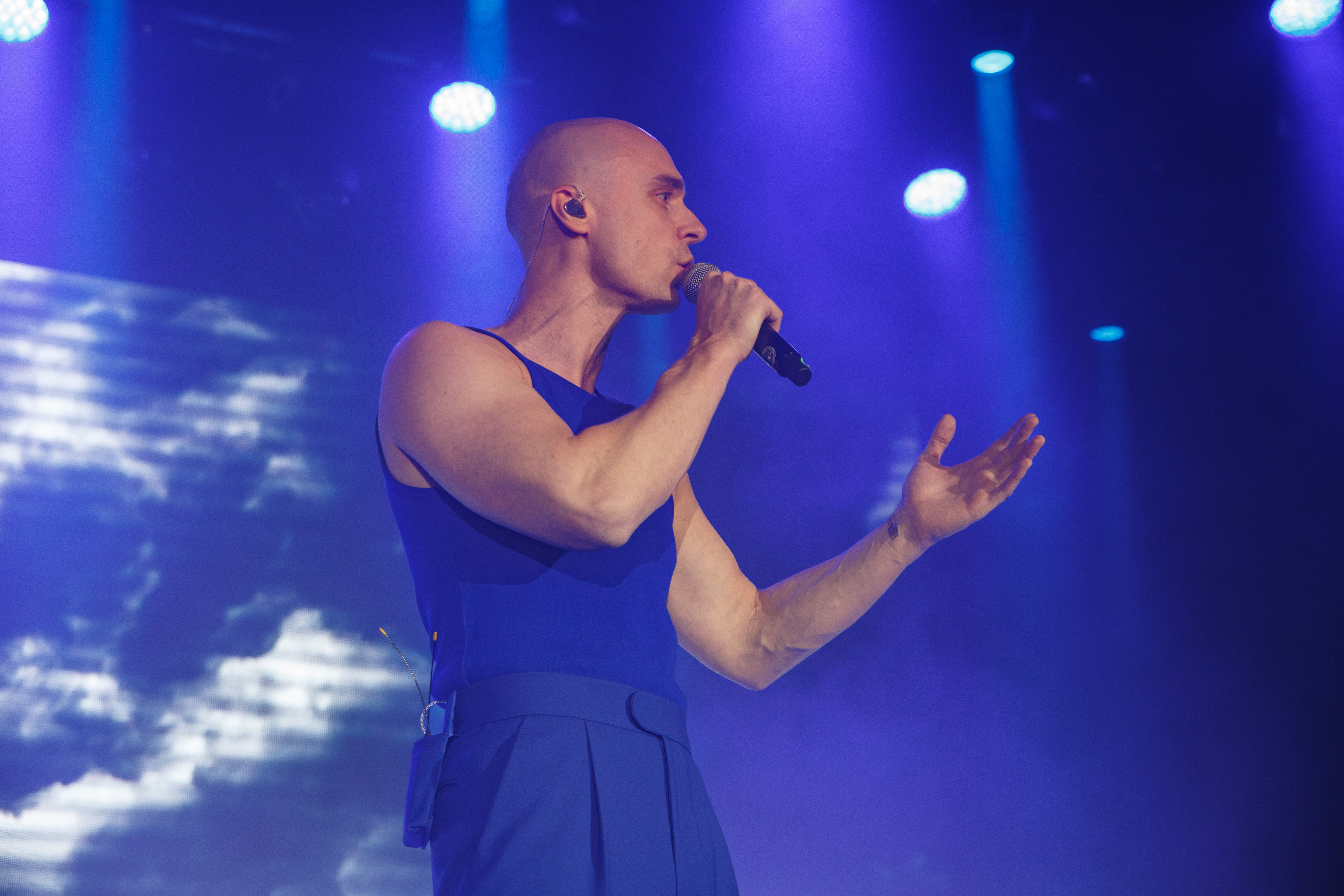
A madridi Eurovíziós partin
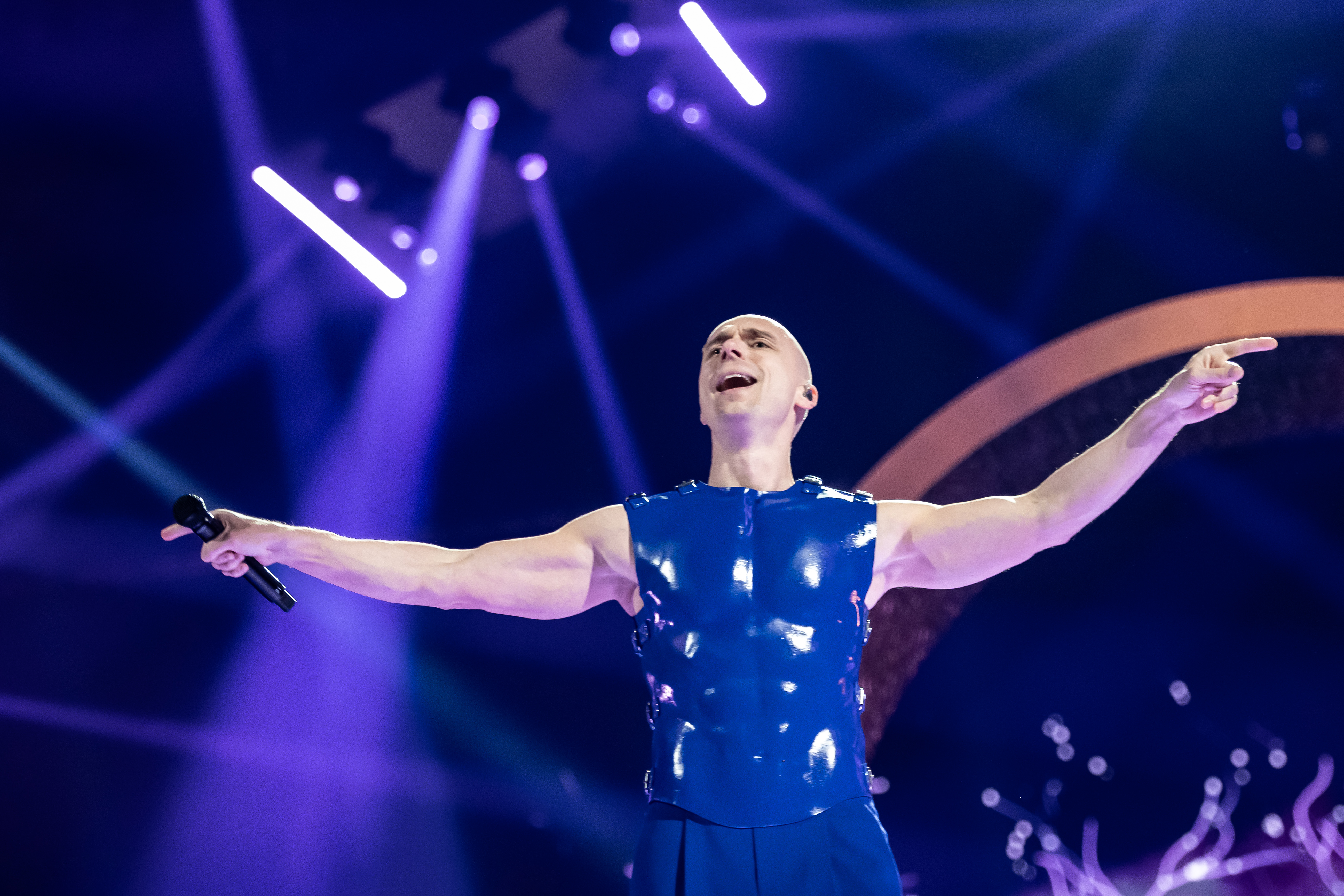
Az elődöntőben
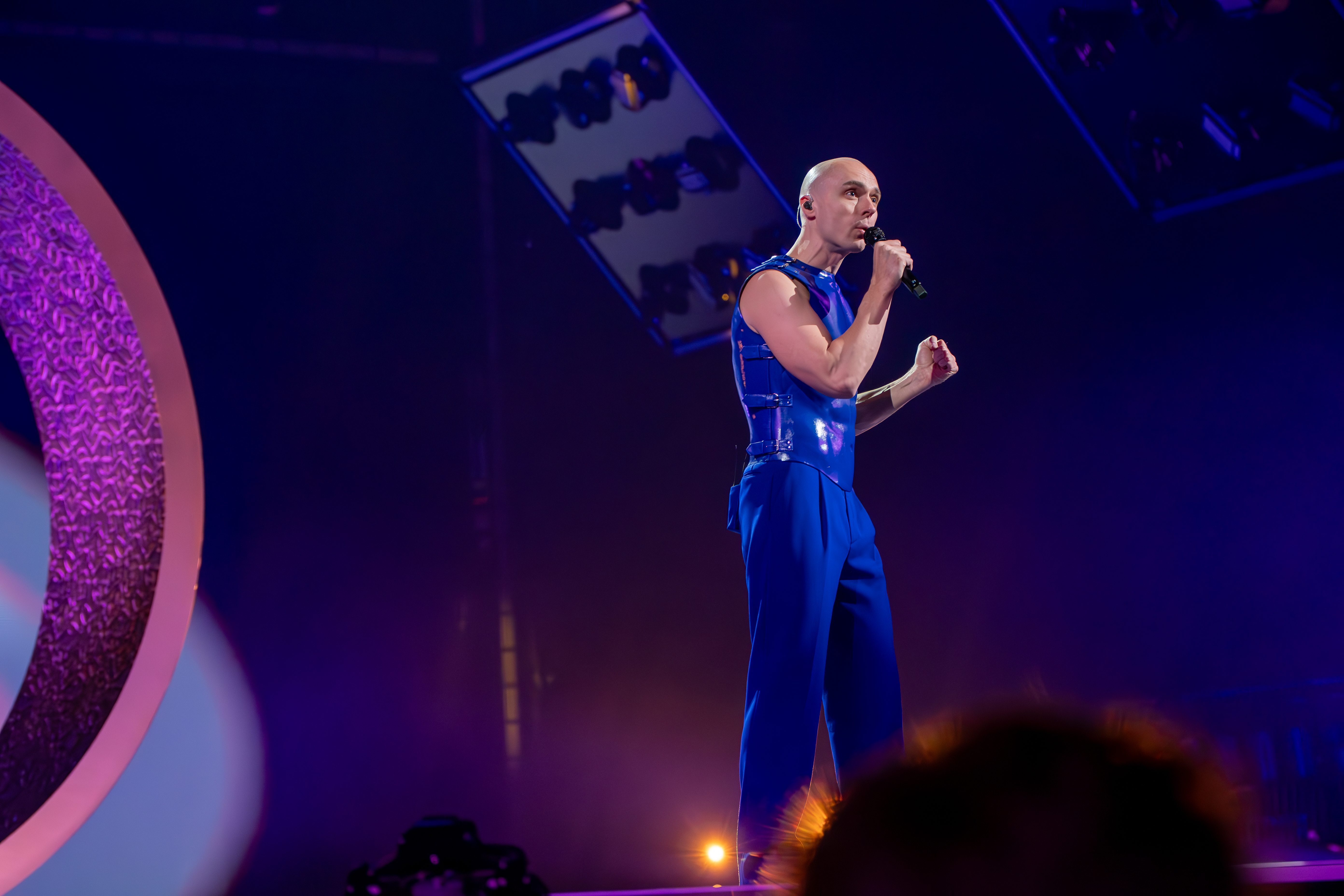
A döntőben